# Języki bantu N
Języki bantu N – grupa geograficzna języków bantu z wielkiej rodziny języków nigero-kongijskich. Wchodzi w skład grupy języków bantu centralnych. Swoim zasięgiem języki bantu N obejmują Malawi, Mozambik, Tanzanię, Zambię i Zimbabwe.

## Klasyfikacja
Poniżej przedstawiono klasyfikację języków bantu N według Guthriego zaktualizowaną przez J.F. Maho. Klasyfikacja Ethnologue bazuje na klasyfikacji Guthriego, jednak odbiega od niej znacznie, m.in. stosuje inny kod – trzyliterowy oparty na ISO 639 i inaczej grupuje języki.

### N10Języki manda
N101 ndendeule
N102 nindi
N11 manda – manda-matumba
N12 ngoni w Tanzanii
N121 ngoni w Malawi
N13 matengo
N14 mpoto
N15 tonga – siska

### N20Języki tumbuka
N201 mwera w Mbamba Bay
N21 język tumbuka – chitumbuka
N21a tumbuka właściwy
N21b poka
N21c kamanga – henga
N21d senga
N21e yombe
N21f fungwe
N21g wenya

### N30Języki chewa-nyanja
N31 chewa-nyanja – nyanja-chewa, chichewa
N31a nyanja
N31b chewaa – cewa
N31c manganja
N31D nyasa –nyasa-cewa

### N40Języki senga-sena
N41 nsenga – cinsenga, senga, włączając p(h)imbi
N42 kunda – chikunda
N43 nyungwe – chinyungwe, tete
N44 sena, włączając podzo (dawn. N46) i barwe (dawn. N45)
N441 sena-malawi
N45 zob. N44
N46 zob. N44
N40 – nowe języki:
N40A chikunda †